# Blîșceanka, Zalișciîkî
Blîșceanka (în ucraineană Блищанка) este localitatea de reședință a comunei Blîșceanka din raionul Zalișciîkî, regiunea Ternopil, Ucraina.

## Demografie
Componența lingvistică a localității Blîșceanka
     Ucraineană (99,27%)
     Alte limbi (0,44%)
Conform recensământului din 2001, majoritatea populației localității Blîșceanka era vorbitoare de ucraineană (99,27%), existând în minoritate și vorbitori de alte limbi.